# Stefania Dall'Igna
Stefania Dall'Igna (Busto Arsizio, 22 novembre 1984) è una pallavolista italiana.
Gioca nel ruolo di palleggiatrice nella Lecco Picco.

## Carriera
La carriera di Stefania Dall'Igna inizia nel 1999 in Serie C con il Volleyball Club Cassano, per poi esordire sedicenne in serie A2 nella stagione successiva, col Busto Arsizio. Al termine di quella stagione tornò in C a Cassano Magnago.
Nella stagione 2002-03 approdò in Serie A1 con il Vicenza Volley. Rimase nella squadra veneta fino al 2009, dividendosi inizialmente tra la prima e la seconda squadra, con cui conquista una promozione in B1 nel 2004. Entrò stabilmente in prima squadra a partire dalla stagione 2005-06, raggiungendo la finale di Challenge Cup 2007-08, quando la squadra era temporaneamente trasferita ad Imola.
A metà del 2006 ottenne la prima convocazione in Nazionale maggiore, con la quale vinse una medaglia di bronzo al World Grand Prix e arrivò al quarto posto al campionato mondiale; anche nel 2007 fu convocata in Nazionale, giocando solamente al World Grand Prix e vincendo nuovamente il bronzo.
Dopo la retrocessione in Serie A2 di Vicenza nella stagione 2008-09, è stata ingaggiata dalla Giannino Pieralisi Volley di Jesi; a seguito del fallimento della squadra marchigiana, nella 2010-11 si trasferisce nel River Volley di Piacenza.
Nella stagione 2012-13 passa al Robur Tiboni Urbino Volley, mentre in quella successiva si trasferisce al club francese del Béziers Volley, in Ligue A, dove resta per due annate.
Rientra in Italia per il campionato 2015-16 acquistata dalla Pro Victoria, in Serie A2, con cui conquista la promozione in Serie A1, categoria dove milita con la stessa società nella stagione successiva.
Nell'annata 2017-18 torna nuovamente al club di Busto Arsizio, rinominato UYBA, sempre in Serie A1, mentre in quella successiva firma per la Due Principati di Baronissi, in serie cadetta.
Per la stagione 2019-20 scende in Serie B1, ingaggiata dalla Lecco Picco.

## Palmarès

### Nazionale (competizioni minori)
- Trofeo Valle d'Aosta 2006